# Juana Reina

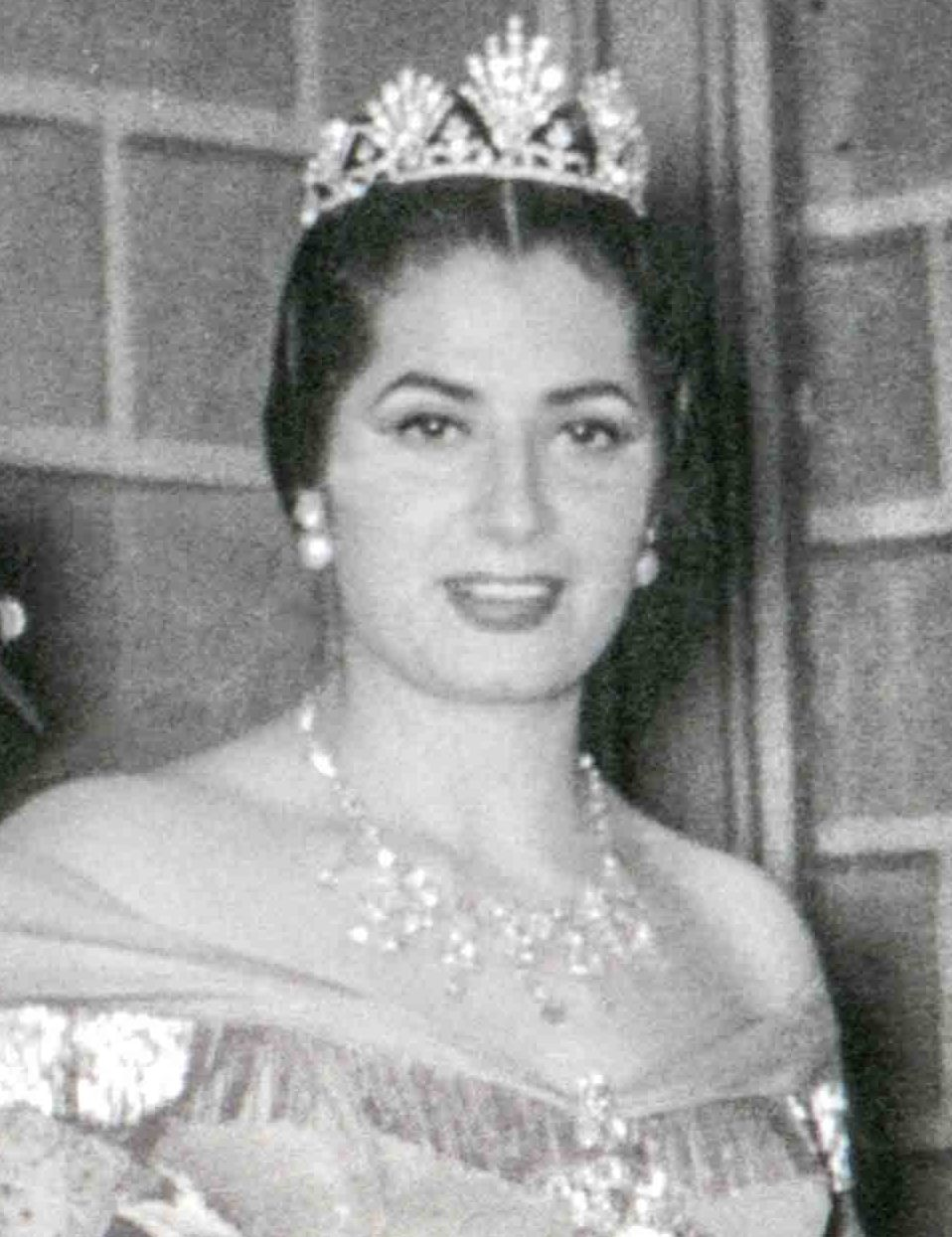
Juana Reina

Juana Reina (* 25. August 1925 in Sevilla, Spanien; † 19. März 1999 ebenda) war eine spanische Schauspielerin und Copla andaluza-Sängerin.
Sie entwickelte sich zur populärsten Copla-Sängerin der 1940er Jahre und machte Filme wie La lola se va a los puertos, Lola, la piconera und Canelita en Rama. Sie ist die Sängerin, die Klassiker wie Francisco Alegre und Capote de grana y oro vom Komponisten-Trio Quintero, León und Quiroga erstmals sang. 1978 trat sie in der TV-Show Cantares auf. 1992 sang sie mit Rocío Jurado, Imperio Argentina und María Vidal im Copla-Musical Azabache.
Juana Reina starb an einer respiratorischen Insuffizienz.